# Ропотово
Ропотово (на македонска литературна норма: Ропотово) е село в община Долнени на Северна Македония.

## География
Селото е разположено в Прилепското поле, северозападно от град Прилеп.

## История
В XIX век Ропотово е село в Прилепска каза на Османската империя. Църквата „Света Троица“ е от 1859 година.
В „Етнография на вилаетите Адрианопол, Монастир и Салоника“, издадена в Константинопол в 1878 година и отразяваща статистиката на населението от 1873 година Ропотово (Ropotovo) е посочено като село с 27 домакинства и 109 жители българи и 10 цигани.
Според статистиката на Васил Кънчов („Македония. Етнография и статистика“) от 1900 година Ропотово (Ропотоо) е населявано от 196 жители българи християни и 10 цигани.
На Етнографската карта на Битолския вилает на Картографския институт в София от 1901 година Ропотово е чисто българско село в Прилепската каза на Битолския санджак с 18 къщи.
В началото на XX век цялото население на селото е под върховенството на Българската екзархия. По данни на секретаря на екзархията Димитър Мишев („La Macédoine et sa Population Chrétienne“) в 1905 година в Ропотово има 128 българи екзархисти.
Сръбският войвода Василие Тръбич пише, че в началото на ХХ век Ропотово е чифлик, собственост на двама арнаути - Джемал паша, родом от Мат, баща на Ахмед Зогу и Садулах Франи ефенди от Прилеп. Въпреки че селото е чифлик, местните жители са богати, а покровителството на Дмелал паша им дава сигурност. Най-големият син на Джелал прекарва всяко лято по два-три месеца в селото, където има три кули.
По време на българското управление на Вардарска Македония през Първата световна война Ропотово е част от Дебрещка община в Бродска околия и има 273 жители.
След Първата световна война в рамките на държавната политика за колонизиране на Вардарска Македония в Ропотово е създадена сръбска колония. На етническата си карта на Северозападна Македония в 1929 година Афанасий Селишчев отбелязва Ропотово като смесено българо-циганско село.
Според преброяването от 2002 година Ропотово има 546 жители – 545 македонци и 1 сърбин.